# Fader Henri
Fader Henri av Clairvaux är en litterär gestalt i Jan Guillous trilogi om Arn Magnusson. Han förekommer i den första delen Vägen till Jerusalem.
Fader Henri är en munk av cistercienserorden som fått i uppdrag av sin orden att missionera i det barbariska Västra Götaland kring mitten av 1100-talet. Då Arn Magnussons mor Sigrid donerar den gård hon ärvt, Varnhem till Cistercienserorden för att de där ska bygga ett kloster, blir Fader Henri dess förste abbot.
Genom en olyckshändelse som av samtiden tyds som ett Herrens mirakel, räddas Arn till livet då han fallit ner från tornet på sin barndomsgård Arnäs. Av tacksamhet mot Guds Moder, jungfru Maria, beslutar då Arns föräldrar att Arns liv ska vigas åt att tjäna Herren. Han sänds därför som oblat till Varnhems kloster, för att bli munk.
Arn växer upp på Varnhem (och senare på klostret Vitæ Schola i Danmark, dit cistercienserbröderna tvingas ta sin tillflykt eftersom kampen om makt i Västra Götaland gjort att de tillfälligt måste överge Varnhems kloster). Arn anpassar sig med lätthet till det stränga klosterlivet. Han undervisas av munkarna i alla de olika arbetsuppgifter som utförs på ett cistercienserkloster. Arn lär sig mura, fiska, att laga mat och mycket annat. Av broder Guilbert, en före detta tempelriddare lär sig Arn stridskonst. Fader Henri leder Arns andliga och intellektuella utbildning.
Fader Henri avlider under Arns 20 år långa botgöringstjänst som tempelriddare i Heliga landet.
I filmen Arn - Tempelriddaren spelas Fader Henri av Simon Callow.